# Херман III (Бранденбург)
Херман III „Дългия“ (на немски: Hermann (III.) von Brandenburg „der Lange“, * 1275, † 1 февруари 1308 при Любц) от род Аскани е маркграф на Бранденбург като сърегент от 1299 г. до 1308 г. Като наследник на Пфлеге Кобург той е като Херман II също граф на Хенеберг или граф на Франкен.
Той е син на маркграф Ото V († 1298) и на втората му съпруга Юдит фон Хенеберг-Кобург, дъщеря на граф Херман I от Хенеберг.
През 1299 г. Херман наследява баща си като съ-маркграф на Маркграфство Бранденбург заедно с братовчед му Ото IV „със стрелата († 1308) и братовчед му Йохан IV († 1305), синът на Конрад I.
След смъртта на херцог Болко I от Швидница той е опекун на неговите малолетни деца. През 1308 г. той заедно с Ото IV напада княжество Мекленбург и при обсадата на замък Елденбург (Любц) умира. Погребан е в манастир Лехнин.

## Семейство и деца
Херман се жени през 1295 г. за Анна фон Хабсбург (1280–1327), дъщеря на по-късния римско-немски крал Албрехт I.
Те имат децата:
- Юта (1301-1353), наследничка на Кобург, омъжена за граф Хайнрих VIII фон Хенеберг († 1347)
- Йохан V (1302-1317), маркграф на Бранденбург
- Матилде († 1323), наследничка на Долна Лужица, омъжена за херцог Хайнрих IV от Силезия-Глогау († 1342)
- Агнес (1297-1334), наследничка на Алтмарк, омъжена за Валдемар, маркграф на Бранденбург (1281-1319). 1319 г. тя се омъжва втори път за херцог Ото от Брауншвайг-Люнебург (1290-1344).